# Эволюция Петра Сенцова
«Эволюция Петра Сенцова» — российский рисованный мультфильм 2005 года созданный на студии «Пилот», снятый режиссёром Андреем Соколовым.

## Сюжет
Учёные обнаружили в горах пещеру, вход в которую открылся после землетрясения. В глубине на камне лежал скелет динозавра велоцираптора со школьным ранцем на спине. Находку на самолёте отправили в столицу.
А в это время школьник Петя Сенцов опаздывал на урок биологии. Учительница записала на доске новую тему «Динозавры» и сказала: «Давайте отправимся на девяносто миллионов лет назад в Мезозойскую эру». Она повела учеников к машине перемещения, и они перенеслись в прошлое и оказались на поляне под силовым куполом. Учительница стала рассказывать о птеродактилях, летавших над головами, и о велоцирапторе, бегавшем вокруг купола. Но Петя Сенцов не слушал и удрал из купола за бабочкой. В джунглях за ним погнался динозавр, и в процессе головокружительной погони школьный ранец оказался на спине велоцираптора, а мальчик — на дереве. Петю спасли учительница и одноклассники, всей толпой и с оглушительными воплями бежавшие в атаку на динозавра. Учительница заявила: «Ну что Сенцов, ты и портфель потерял? Всё, завтра в школу с родителями!»
Вернувшись домой, Петя увидел по телевизору интервью с профессором палеонтологии, который заявил, что у обнаруженного велоцираптора был портфель, а в нём дневник динозавра по имени Пётр Сенцов с двойками и ещё в ранце обнаружили окаменевший бутерброд. Следовательно, динозавры вымерли потому, что не хотели учиться. Потрясённый услышанными новостями Петя решил сделать уроки. Но сначала надо вернуть портфель с дневником. Тогда Петя решается на отчаянный шаг. 

## Создатели
- Автор сценария и Режиссёр : Андрей Соколов
- Художники-постановщики: Михаил Желудков, Андрей Соколов
- Композитор и Звукорежиссёр: Лев Землинский
- Роли озвучивали: Константин Абрамов, Лариса Брохман, Юрий Давыдов, Алексей Колган, Александр Пожаров, Ольга Шорохова, Анна Орёл, Дмитрий Филимонов
- Аниматоры: Дмитрий Андреев, Марина Антонова, Павел Барков, Елена Голянкова, Яна Дронина, Светлана Зимина, Сергей Кирякин, Ольга Меркурьева, Михаил Рыкунов, Олег Ужинов, Алексей Федорович
- Художники-прорисовщики: Ольга Антоненкова, Надежда Богатова, Натаван Габибова, Мария Ескина, Наталья Иванищева, Татьяна Ивонина, Наталья Константинова, Елена Кузнецова, Юлия Некипелова, Наталья Полетаева, Людмила Потоцкая, Татьяна Стеба, Ольга Тачаева, Ирина Ткаченко, Дина Хусяинова
- Ассистенты художника-постановщика: Виктория Кирдий, Ирина Литманович, Надёжда Паргачёва
- Трёхмерная анимация: Евгений Дудин
- Ассистент режиссёра: Оксана Фомушкина
- Заливка: Платон Гурьев, Мария Ескина
- Съёмка и спецэффекты: Алексей Ганков, Мария Кулланда, Владислав Поликарпов, Анастасия Шиляева
- Директор картины: Игорь Гелашвили
- Генеральный продюсер проекта: Игорь Гелашвили

## Фестивали и награды
- 2005 — IX Всероссийский Фестиваль визуальных искусств в «Орлёнке»: Гран-при конкурса анимации — «Эволюция Петра Сенцова»[3].
- 2006 — XI Международный фестиваль детского анимационного кино «Золотая рыбка»: Диплом «За весёлое путешествие в историю»[4].
- 2008 — Большой фестиваль мультфильмов в Москве: Приз фестиваля — кукла «Анимаша»[5].